# Rickey Parkey
Rickey Parkey (* 7. November 1956 in Morristown, Tennessee, USA; † 7. April 2024 ebenda) war ein US-amerikanischer Profiboxer und Weltmeister der IBF im Cruisergewicht.

## Profikarriere
Parkey gestaltete seine ersten beiden Kämpfe siegreich, die im Jahre 1981 stattfanden. Im Jahr darauf musste er gegen James Smith bereits seine erste Niederlage hinnehmen. 1984 verlor er gegen Bernard Benton um den vakanten USBA-Titel über 12 Runden nach Punkten und besiegte Renaldo Snipes durch eine geteilte Punktentscheidung über 10 Runden nach Punkten.
Am 28. Januar errang er den IBF-Weltmeistergürtel, als er dem ungeschlagenen Lee Roy Murphy seine erste Niederlage beibrachte. Diesen Titel verteidigte er im März 1987 mit einem T.-K-.o.-Sieg in der 12. Runde in einem auf 15 Runden angesetzten Kampf gegen Chisanda Mutti. Nur gut sechs Wochen später kam es zur Titelvereinigung mit dem WBA-Weltmeister Evander Holyfield. In diesem Gefecht war Parkey chancenlos und ging bereits in der dritten Runde k.o.
Seine nächsten drei Auseinandersetzungen verlor er im Schwergewicht gegen Johnny Du Plooy, Gary Mason und Alfonso Ratliff jeweils durch Knockout. Im Dezember 1990 eroberte er den unbedeutenden Weltmeistertitel der WBF. Seine letzten 12 Kämpfe verlor Parkey.